# Ems (schip, 1893)
De Ems was een ijzeren zeilschip met een gewicht van 1.829 ton. Het had een lengte van 82,5 meter, breedte van 12 meter en een diepte van 6.9 meter.

## Geschiedenis
Het schip werd gebouwd door Charles Connell & Company, Glasgow, voor Nourse Line. Het werd vernoemd naar de rivier Eems in het noordwesten van Duitsland en te water gelaten op 6 april 1893.
In 1898 maakte het een reis van Bristol naar Calcutta in 87 dagen en in 1902 arriveerde het na 102 dagen in Calcutta vanuit New York.
Op 28 oktober 1927 vloog het schip in brand op een afstand van 32 kilometer voor de Ierse kust, tijdens een reis van Liverpool naar Zuid-Georgia. Aan boord bevonden zich kolen en lege olievaten. Het schip werd op zee achtergelaten; vijf mensen kwamen om het leven.

## Migranten
Noorse Line gebruikte het schip voornamelijk voor het vervoer van Indiase contractarbeiders naar de koloniën. Details van enkele van deze reizen zijn als volgt:
| Bestemming | Datum van aankomst | Aantal passagiers | Sterfgevallen tijdens de reis |
| ---------- | ------------------ | ----------------- | ----------------------------- |
| Fiji       | 20 april 1894      | 570               | n.b.                          |
| Suriname   | 22 november 1894   | n.b.              | n.b.                          |
| Fiji       | 30 juli 1904       | 526               | n.b.                          |

## Walvistvaart
In 1910 werd de Ems verkocht aan de Tønsberg Whaling Company in Noorwegen. Het werd in 1912 doorverkocht aan een andere Noorse eigenaar en omgebouwd tot walvis- en guanoschip.
In 1916 werd het verkocht aan een Argentijnse eigenaar die het gebruikte voor de walvisvaart. De Noorse bemanning werd voor het schip behouden.